# Gall dindi de Menorca
El Gall dindi de Menorca és una agrupació morfològica de l'especie Meleagris gallopavo, malgrat la gran variabilitat que presenta la població d'aquestes aus de Menorca avui dia, es poden assenyalar una sèrie de trets que marquen la diferència amb altres poblacions i, concretament, amb la mallorquina. És un animal de grandària mitjana grossa, de temperament tranquil, rústic i, en general, fàcil de manejar. En condicions de cria, els mascles superen d'adults els 10 quilos de pes, mentre que les femelles superen amb facilitat els 5-6 quilos. El plomatge és molt variat.

## Orígens
Com ocorre en la resta d'agrupacions europees d'animals d'aquesta espècie, tots són originaris de l'Amèrica Central i del Nord, descendents de les aus introduïdes el segle xvi al nostre continent en alguns dels viatges de tornada fets pels descobridors i colonitzadors d'aquelles terres. A més, el nom amb què se'l coneix dona una idea clara del seu origen. En el cas concret de Menorca, el llibre de John Armstrong, Història de l'illa de Menorca (1756), ja menciona la seva abundant existència i la qualitat de la carn.

## Característiques morfològiques
El cap és fi, sense plomes, de color vermell intens en els mascles, i de tons vermells més clars en les femelles. El moc, situat just a dalt del bec, es presenta molt desenvolupat en els mascles, i molt menys en les femelles. Els ulls són grossos, amb l'iris marró obscur, quasi negre, i el bec és fort, de mida mitjana i de color clar cremós. La pell que recobreix la gorja i el principi del coll, conformada per nombroses carúncules quasi esfèriques, és més extensa en els mascles.
El coll és llarg i àgil. El cos està dotat d'una pitrera ampla i ben musculada, i d'una esquena també ampla i sempre inclinada; les ales són grosses i potents, generalment ben aferrades al cos, i les cuixes són llargues i de bona conformació càrnia. Els tarsos són llargs i gruixats, de color vermell clar.
Com ja s'ha mencionat, el plomatge és molt variat, ja que va des del quasi negre, amb algunes plomes de la pitrera, l'esquena, la coa i les ales de color marró bronzejat, al color quasi blanc, sempre amb presència als mateixos llocs abans esmentats del color negre o bronze, o ambdós, en forma de plomes, totalment o parcialment pigmentades. Es presenta també amb freqüència el plomatge favat amb blanc i gris fosc i / o amb marró bronze, que es transmet amb certa dominància a la descendència. La falta de selecció per colors de plomatges definits i l'encreuament continuat dels reproductors ha conduït a la combinació de tots ells, cosa que fa, de moment, impossible descriure els possibles colors de plomatge inicials. Les plomes de la coa cobreixen bé tot el carpó, i les plomes timoneres (14 - 16), sempre inclinades en el mateix pla de l'esquena, són fortes i llargues.

## Usos i aprofitament
Les femelles són bones mares i covadores, la qual cosa facilita la pervivència d'aquests animals a les finques sense gaire esment. Normalment, la seva temporada de posta és durant la primavera, en tandes de 15-20 ous, que són blanquinosos amb un puntejat marró rogenc i d'un pes aproximat de 80 grams de mitjana. El període d'incubació és de 28 dies.
El cens actual no és molt abundant, i està sempre sota la pressió de les aus híbrides d'explotació comercial, per la qual cosa és urgent mantenir alguns nuclis de cria en puresa, fer un estudi seriós de l'estàndard i recollir-ne les possibles varietats, així com la capacitat productiva.